# Lubonia (województwo łódzkie)
Lubonia – wieś w Polsce położona w województwie łódzkim, w powiecie piotrkowskim, w gminie Grabica.
W latach 1975–1998 miejscowość administracyjnie należała do województwa piotrkowskiego.
Lubonia to dawny zaścianek szlachecki. Szlacheccy mieszkańcy Luboni mają swych krewnych w pozostałych pobliskich zaściankach tj. w Syskach, Wodzinku, Rzepkach i Gołygowie.
Do czasu erygowania w 1929 roku przez bp. Wincentego Tymienieckiego parafii w Woli Kamockiej wieś należała do parafii Srock.